# Parijs-Roubaix 2022
De 119e editie van de wielerwedstrijd Parijs-Roubaix werd gereden op 17 april 2022. De winnaar was Dylan van Baarle uit Nederland. De koers maakte deel uit van de UCI World Tour 2022. Een dag eerder bij de vrouwen was de Italiaanse Elisa Longo Borghini de winnares. De tweede wedstrijd voor de vrouwen was onderdeel van de UCI Women's World Tour van 2022.  

## Mannen

### Uitslag
| Plaats  | Naam                 | Ploeg                              | tijd     |
| ------- | -------------------- | ---------------------------------- | -------- |
| Winnaar | Dylan van Baarle     | INEOS Grenadiers                   | 5u37'01" |
| 2       | Wout van Aert        | Team Jumbo-Visma                   | + 1'47"  |
| 3       | Stefan Küng          | Groupama-FDJ                       | z.t.     |
| 4       | Tom Devriendt        | Intermarché-Wanty-Gobert Matériaux | z.t.     |
| 5       | Matej Mohorič        | Bahrain-Victorious                 | z.t.     |
| 6       | Adrien Petit         | Intermarché-Wanty-Gobert Matériaux | + 2'27"  |
| 7       | Jasper Stuyven       | Trek-Segafredo                     | z.t.     |
| 8       | Laurent Pichon       | Arkéa-Samsic                       | z.t.     |
| 9       | Mathieu van der Poel | Alpecin-Fenix                      | + 2'34"  |
| 10      | Yves Lampaert        | Quick Step-Alpha Vinyl             | + 2'59"  |
| 11      | Ben Turner           | INEOS Grenadiers                   | + 4'30"  |
| 12      | Alexander Kristoff   | Intermarché-Wanty-Gobert Matériaux | + 4'33"  |
| 13      | Florian Sénéchal     | Quick Step-Alpha Vinyl             | + 4'36"  |
| 14      | Jordi Meeus          | BORA-hansgrohe                     | + 4'47"  |
| 15      | Matis Louvel         | Arkéa-Samsic                       | z.t.     |
| 16      | Taco van der Hoorn   | Intermarché-Wanty-Gobert Matériaux | z.t.     |
| 17      | Greg Van Avermaet    | AG2R-Citroën                       | z.t.     |
| 18      | John Degenkolb       | Team DSM                           | z.t.     |
| 19      | Andrea Pasqualon     | Intermarché-Wanty-Gobert Matériaux | z.t.     |
| 20      | Mike Teunissen       | Team Jumbo-Visma                   | z.t.     |

## Vrouwen

### Deelnemende ploegen
Alle veertien World Tourploegen namen deel, aangevuld met tien continentale ploegen. Bijna alle ploegen stonden met het maximum van zes rensters aan de start, wat het totaal op 139 deelnemers bracht. Titelverdedigster Lizzie Deignan nam niet deel omdat zij in 2022 met zwangerschapsverlof is. Topfavoriet Marianne Vos (vorig jaar tweede) stond ook op de startlijst, maar zij kon niet deelnemen vanwege een positieve coronatest. Wereldkampioene Elisa Balsamo werd gediskwalificeerd nadat ze te lang aan de wagen van haar ploegleider had gehangen.
| UCI World Tour teams | UCI World Tour teams                                                                              | UCI Continental teams                                      | UCI Continental teams                                                                                                   |
| --- | ------------------------------------------------------------------------------------------------- | ---------------------------------------------------------- | --- |
| BikeExchange Jayco Canyon-SRAM DSM EF Education-TIBCO-SVB FDJ Nouvelle-Aquitaine Futuroscope Human Powered Health Jumbo-Visma | Liv Racing Xstra Movistar Roland Cogeas Edelweiss Squad SD Worx Trek-Segafredo UAE Team ADQ Uno-X | AG Insurance NXTG Arkéa Ceratizit-WNT Cofidis Le Col-Wahoo | Parkhotel Valkenburg Plantur-Pura Stade Rochelais Charente-Maritime Saint Michel-Mavic-Auber 93 Valcar-Travel & Service |

### Uitslag
| Plaats  | Naam                        | Ploeg                              | tijd       |
| ------- | --------------------------- | ---------------------------------- | ---------- |
| Winnaar | Elisa Longo Borghini        | Trek-Segafredo                     | 3u 10' 54" |
| 2       | Lotte Kopecky               | Team SD Worx                       | + 23"      |
| 3       | Lucinda Brand               | Trek-Segafredo                     | z.t.       |
| 4       | Elise Chabbey               | Canyon-SRAM                        | z.t.       |
| 5       | Marta Cavalli               | FDJ Nouvelle-Aquitaine Futuroscope | z.t.       |
| 6       | Floortje Mackaij            | Team DSM                           | z.t.       |
| 7       | Ellen van Dijk              | Trek-Segafredo                     | z.t.       |
| 8       | Chantal van den Broek-Blaak | Team SD Worx                       | + 32"      |
| 9       | Pfeiffer Georgi             | Team DSM                           | + 2' 22"   |
| 10      | Sandra Alonso               | Ceratizit-WNT                      | z.t.       |
| 11      | Emma Norsgaard              | Movistar                           | z.t.       |
| 12      | Grace Brown                 | FDJ Nouvelle-Aquitaine Futuroscope | z.t.       |
| 13      | Alison Jackson              | Liv Racing Xstra                   | + 2' 54"   |
| 14      | Teuntje Beekhuis            | Jumbo-Visma                        | z.t.       |
| 15      | Marta Bastianelli           | UAE Team ADQ                       | z.t.       |
| 16      | Tiffany Cromwell            | Canyon-SRAM                        | z.t.       |
| 17      | Victoire Berteau            | Cofidis                            | z.t.       |
| 18      | Femke Markus                | Parkhotel Valkenburg               | z.t.       |
| 19      | Romy Kasper                 | Jumbo-Visma                        | z.t.       |
| 20      | Alana Castrique             | Cofidis                            | + 2' 56"   |